# 那不勒斯國立考古博物館
拿坡里國立考古博物館（義大利語：Museo Archeologico Nazionale di Napoli，MANN）是位於義大利南部拿坡里的一座博物館。這座博物館收藏有龐貝和赫庫蘭尼姆中保存完好的古希臘羅馬文物，被認為是義大利乃至全世界最為重要的考古博物館之一。

## 历史
建築修建于1585年，博物館創辦於1777年。1816年至1861年期間，博物館名為皇家波旁博物館（義大利語：Real Museo Borbonico）。博物館主要收藏古希臘、古羅馬、古埃及和文藝復興時期的文物。

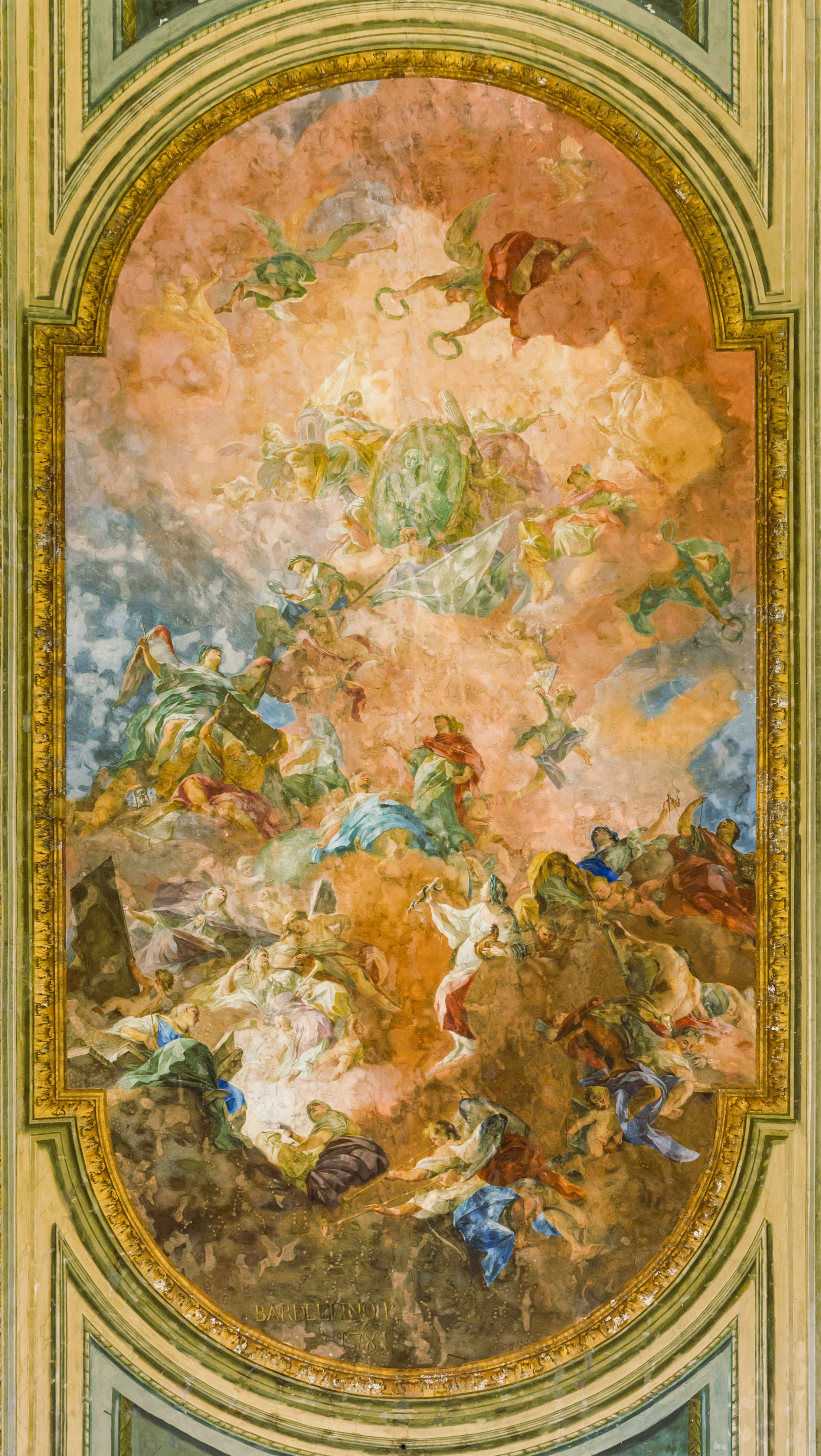
日晷廳（Salone della Meridiana）的天頂畫，彼得羅·巴德利諾設計（1781 年）

## 密室
密室（意大利語：Gabinetto Segreto）中收藏有大量古羅馬情色雕塑和畫作。1971年向公衆開放。

## 著名藏品

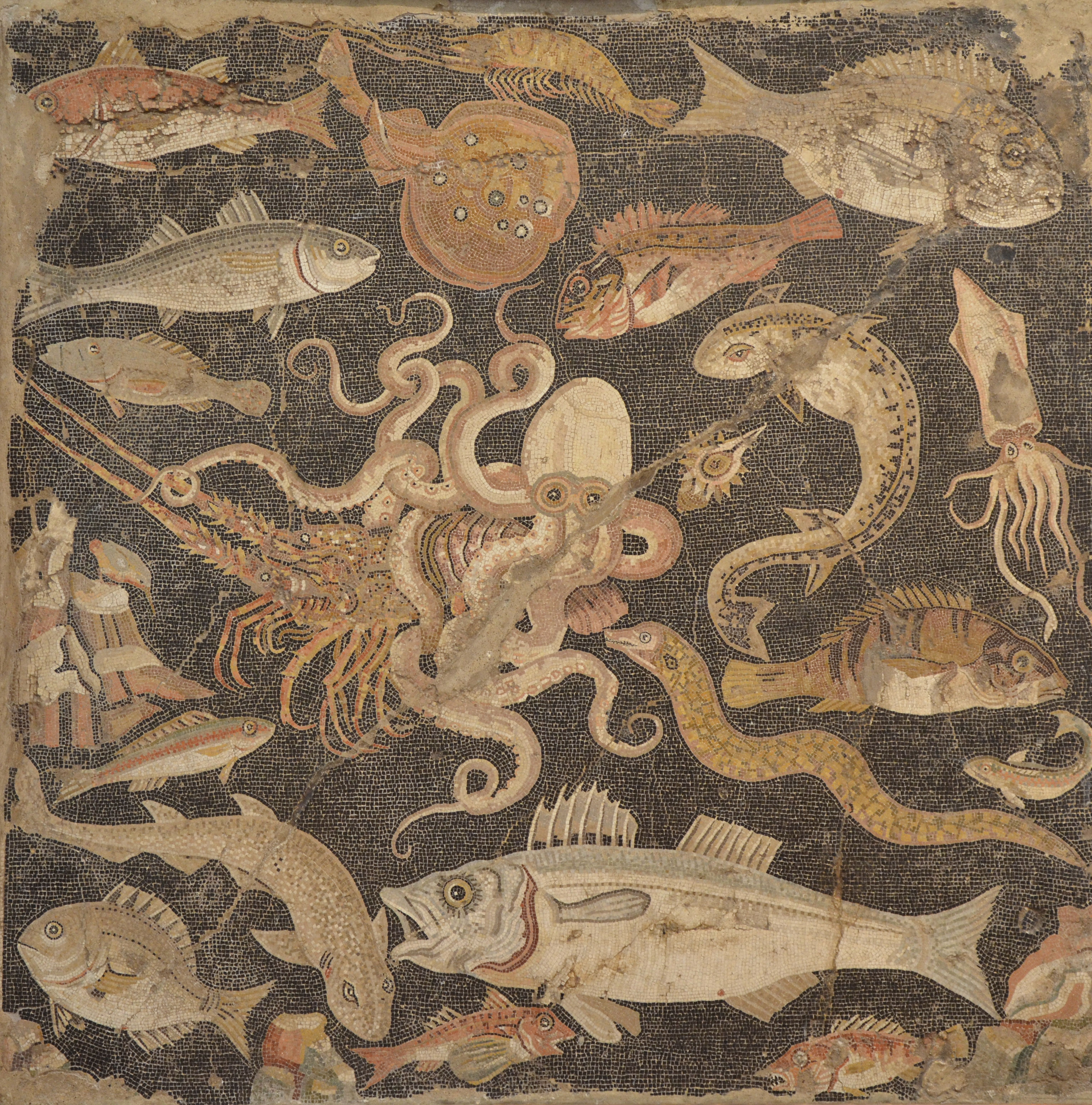
魚類圖錄，馬賽克
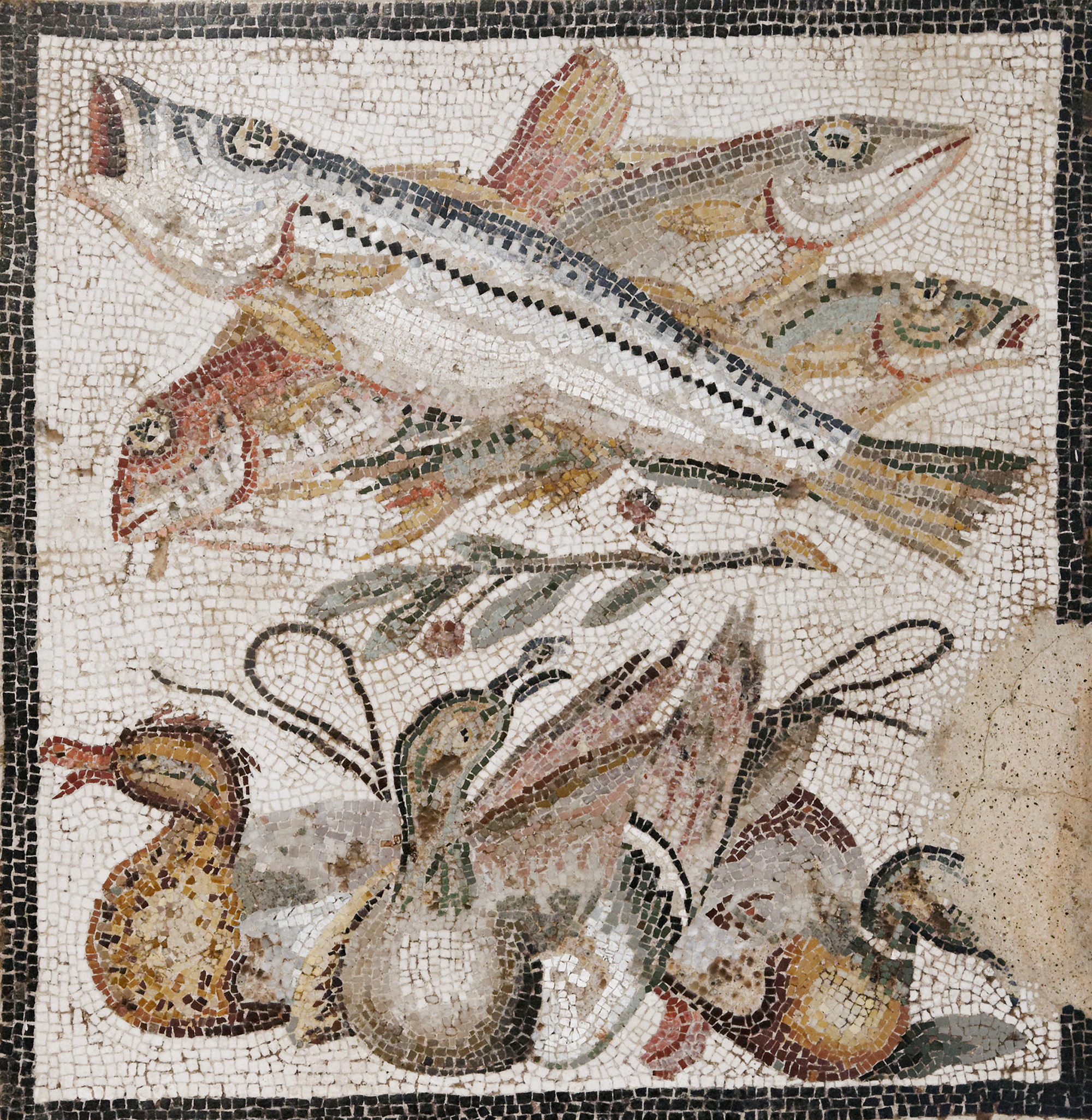
魚和鴨，羅馬馬賽克
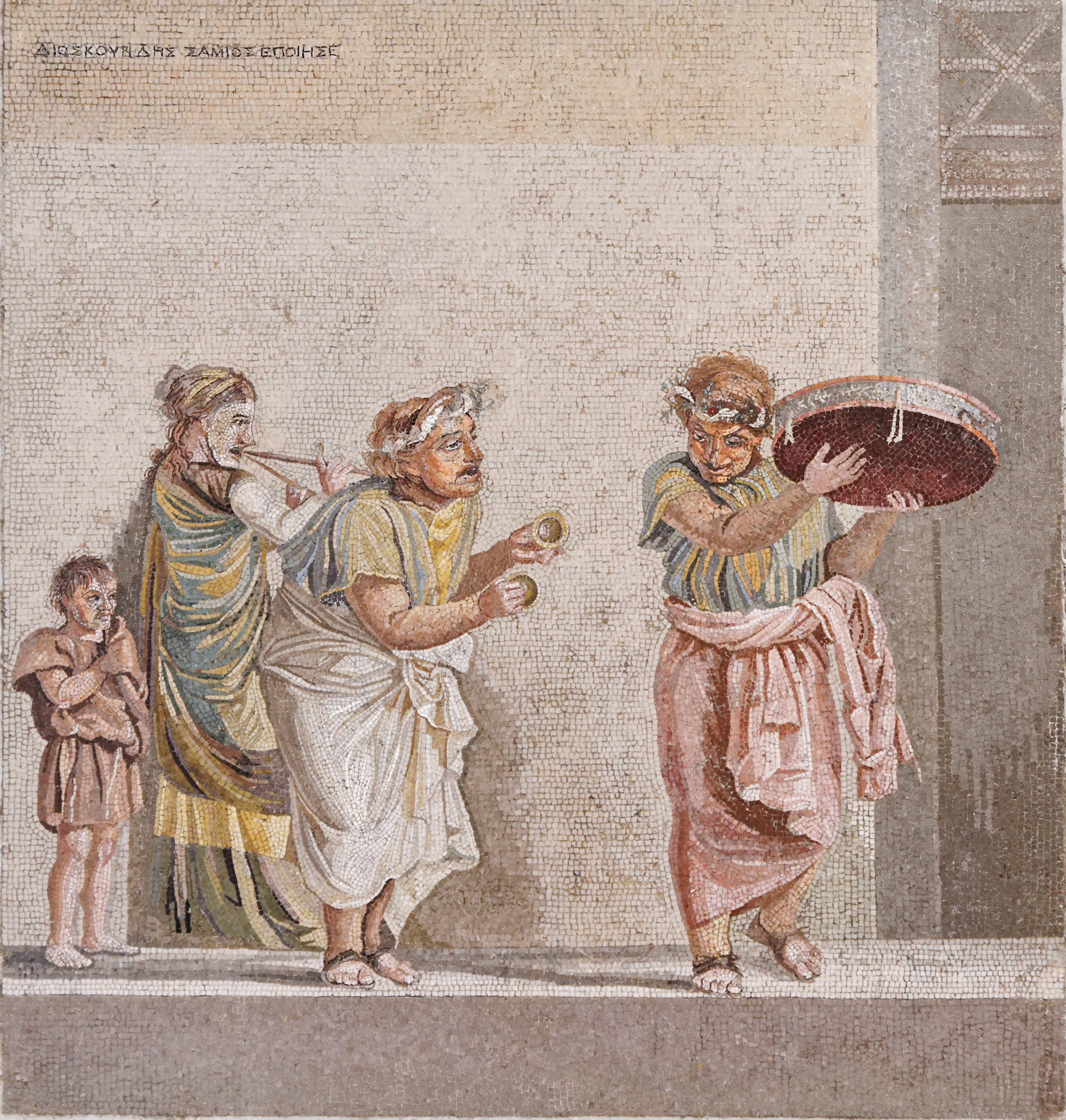
流浪音樂家的寓意畫，龐貝
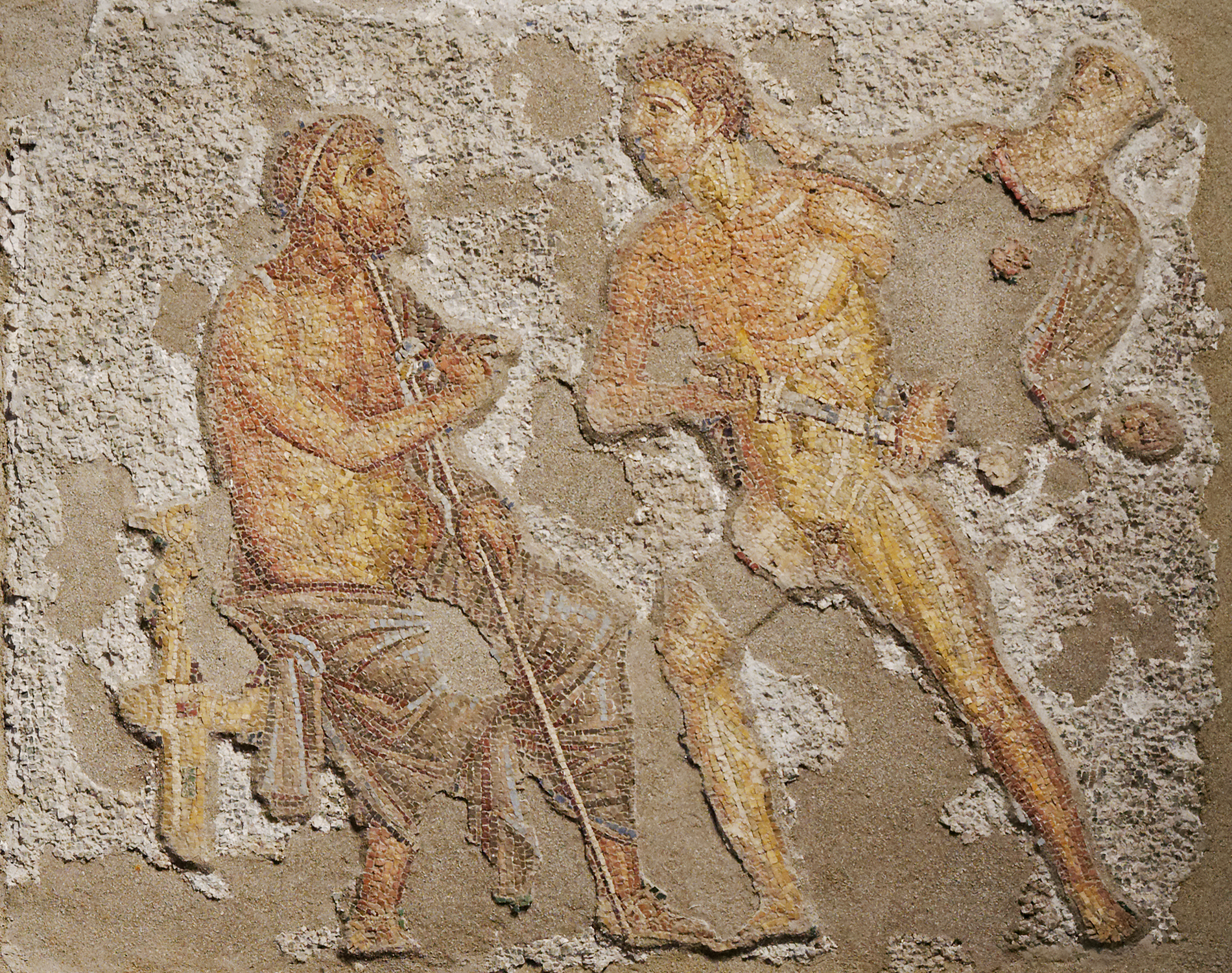
阿奇里斯與阿加曼農，《伊利亞特》第一卷中的場景，羅馬馬賽克
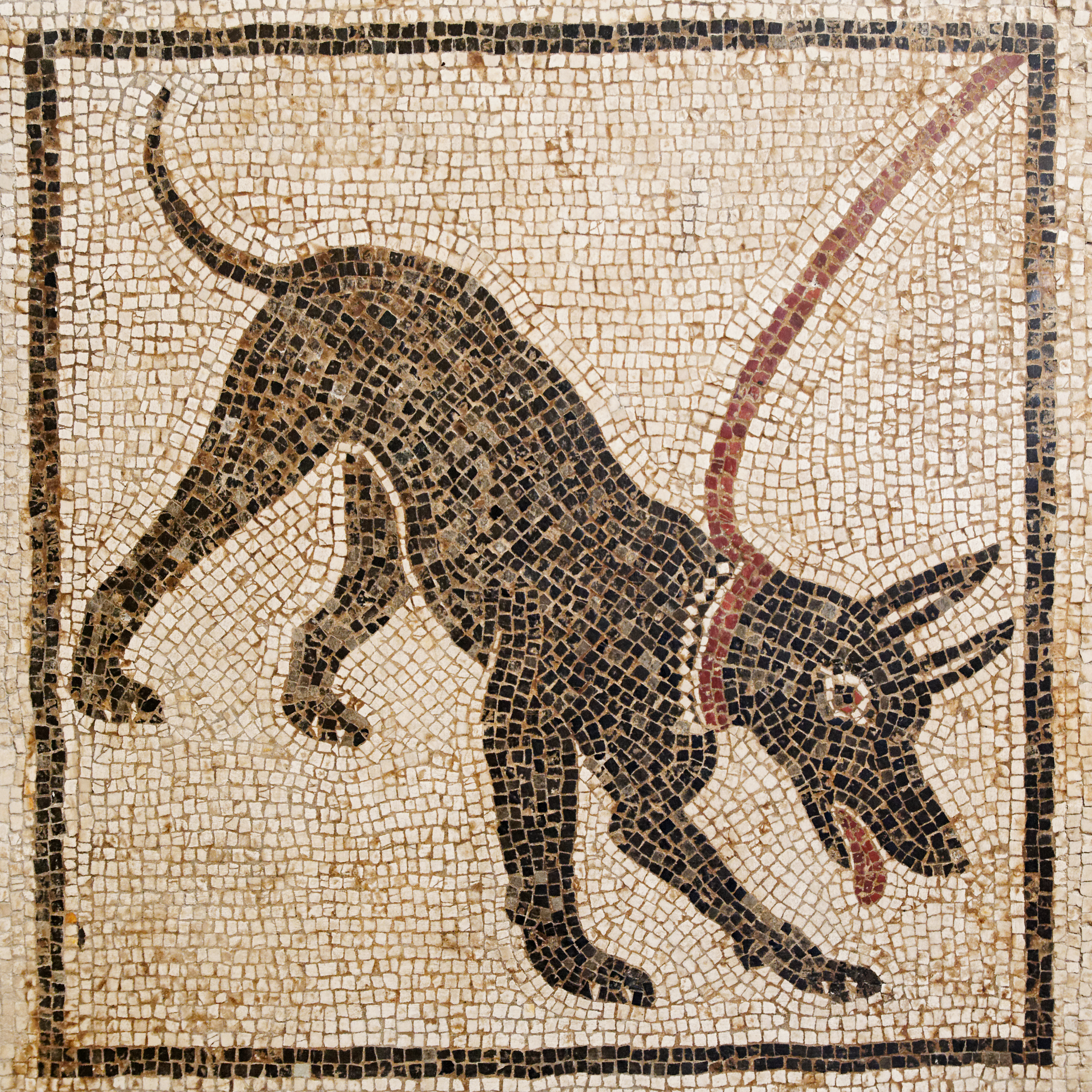
當心惡犬，馬賽克
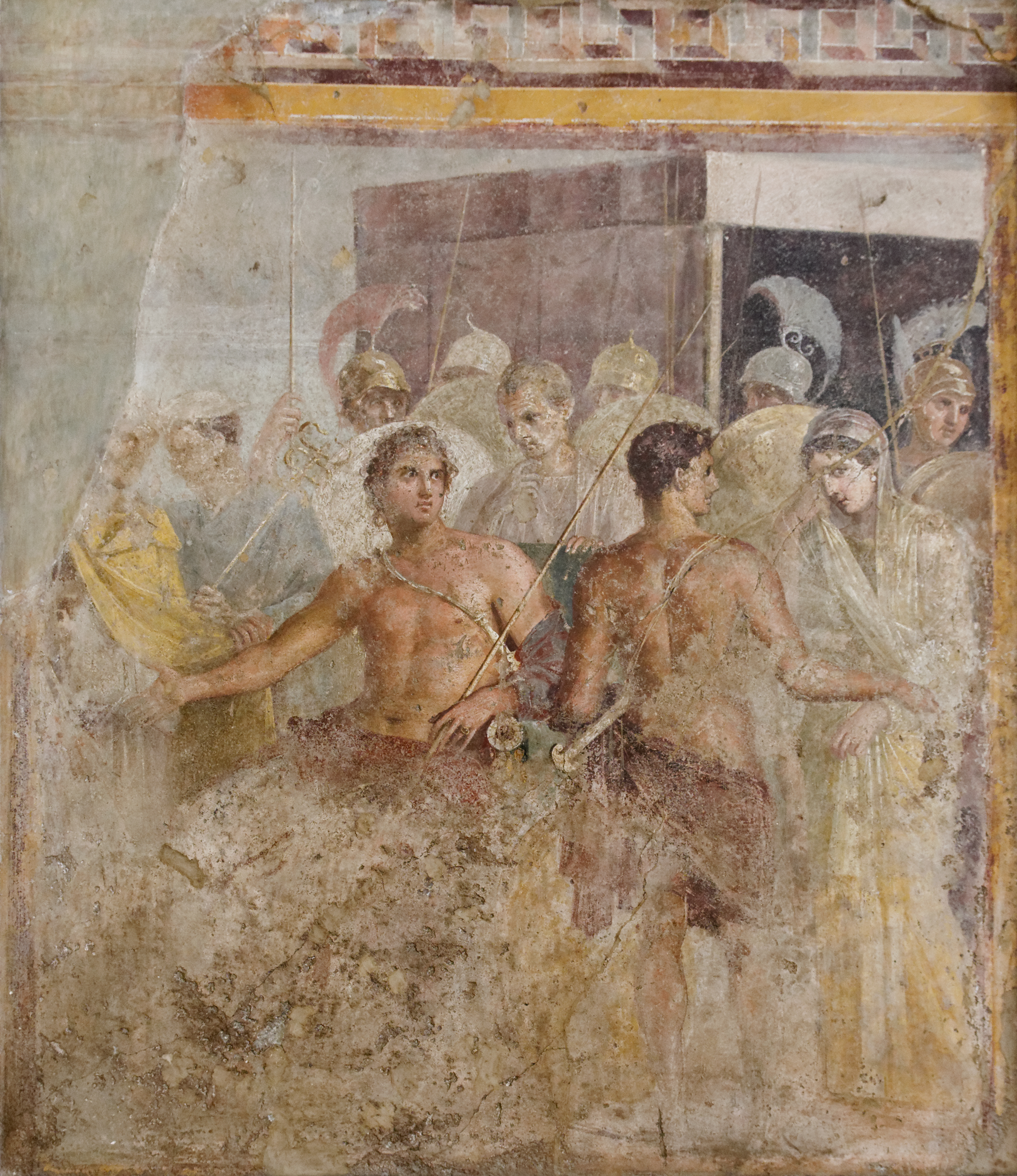
阿奇里斯向阿加曼農交出布里塞伊斯，龐貝城悲劇詩人之家（英语：House of the Tragic Poet），壁畫，公元一世紀
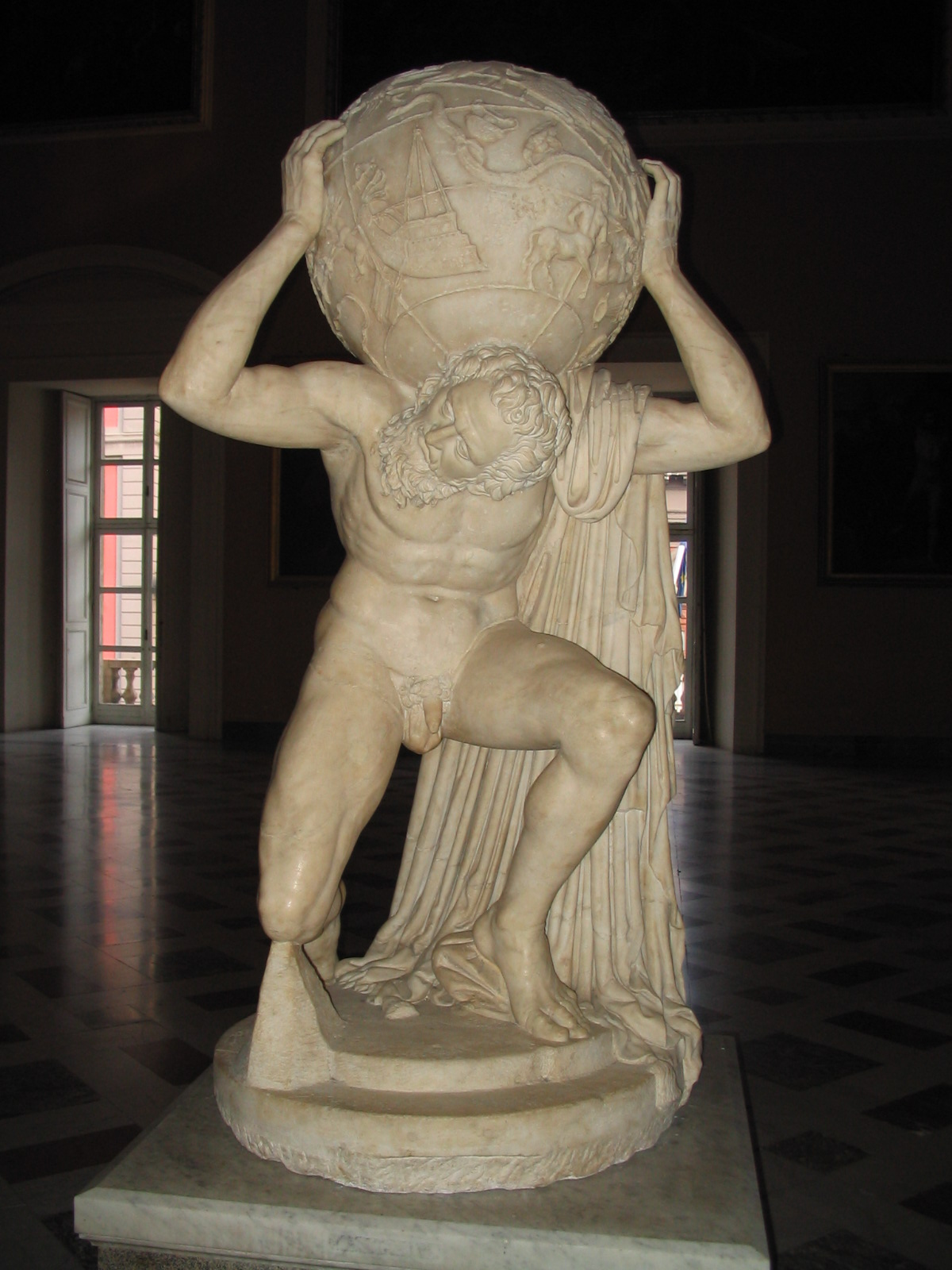
法爾內塞的阿特拉斯
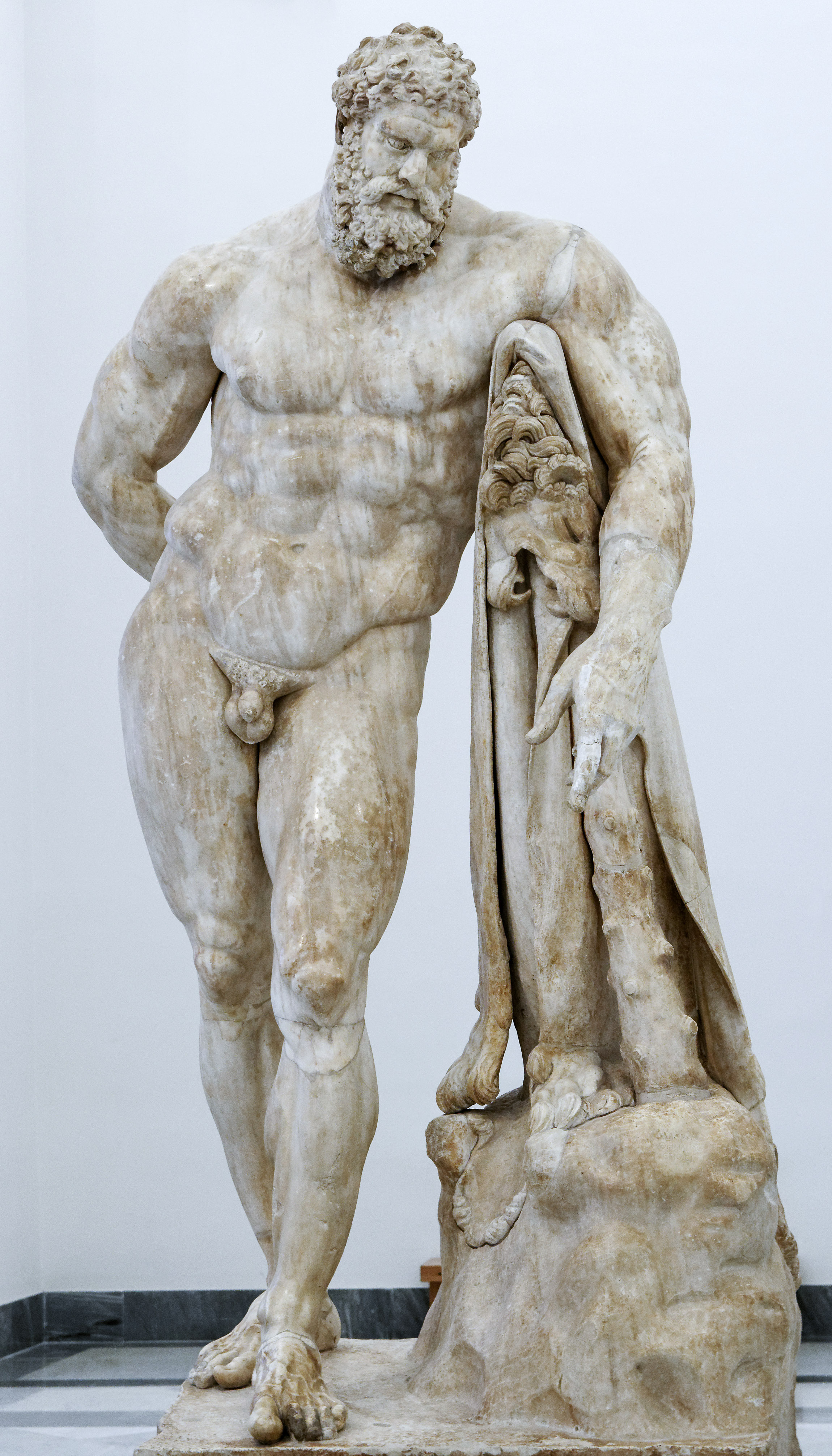
法爾內塞的赫拉克勒斯（英语：Farnese Hercules）
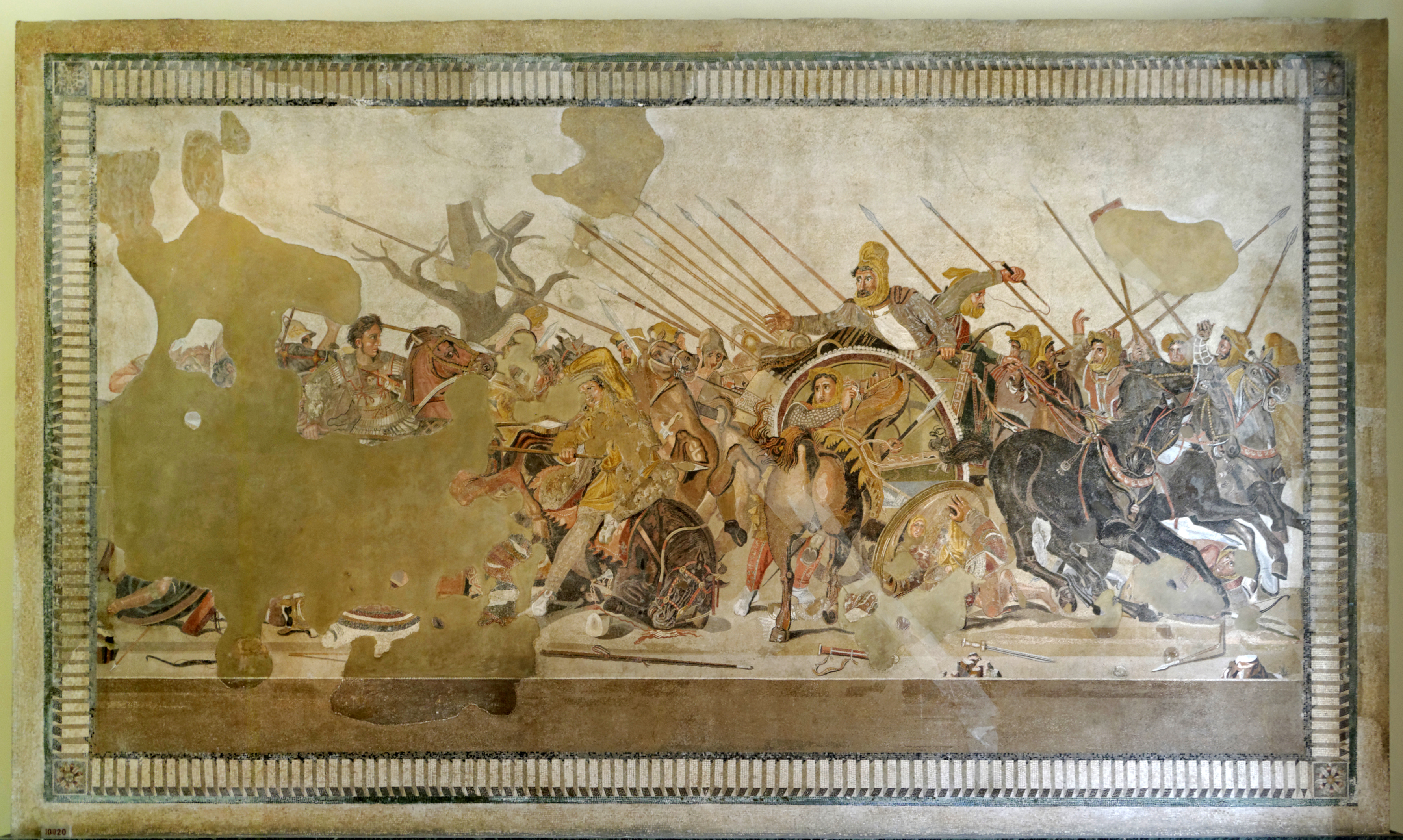
亞歷山大馬賽克
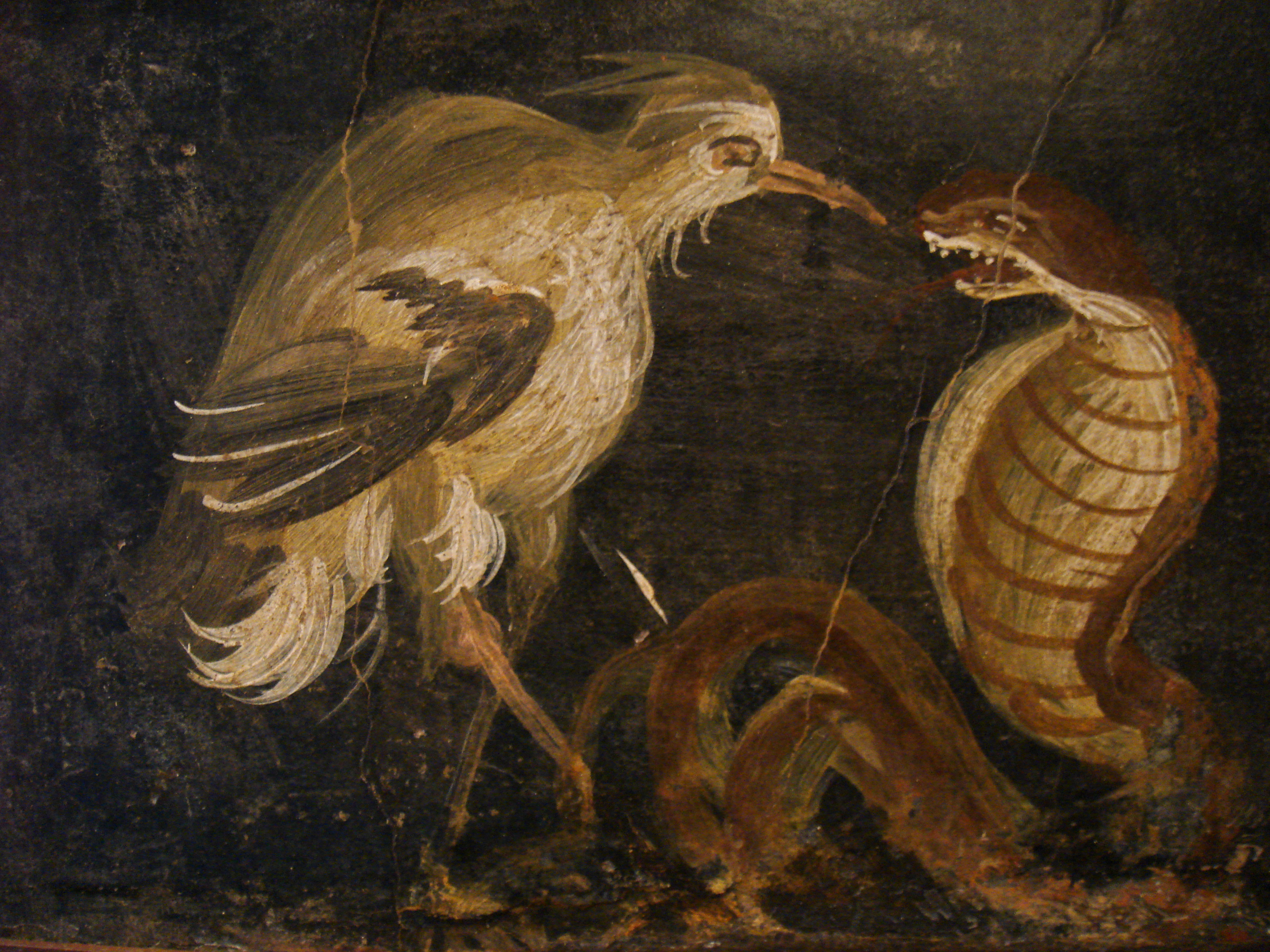
蒼鷺和眼鏡蛇。龐貝（公元 45-79 年）箴言之家（House of Epigrammes）壁畫

## 外部連結
- Official website （页面存档备份，存于）